# Saint-Martin-de-Bréthencourt
Saint-Martin-de-Bréthencourt je francouzská obec v departementu Yvelines v regionu Île-de-France. V roce 2010 zde žilo 635 obyvatel.